# 女賊金絲貓
《女賊金絲貓》（英語：Cat Ballou）是一部1965年的美國喜劇片，由艾略·蕭華斯汀執導，珍·芳達及李·馬榮等主演。電影以一名原本當教師的女子為中心，描述她聘請槍手來保衛父親的牧場，卻在父親被殺後，為了報仇自己最終也投身江湖的故事。
李·馬榮憑在此片中分飾兩角的精彩演出，贏得該屆的奧斯卡最佳男主角獎。

## 劇情
嘉芙蓮·巴露（Ballou）是一名刚结束学业的教师，在回家的火车上她意外遇到了土匪克萊以及他装成神父的叔叔Jed并帮助他们躲避追捕。等她回到家后，发现狼市发展公司正打算吞并他父亲的牧场并且还派了一名戴着假鼻子的打手Strawn前来威胁。而他父亲只有一名印第安帮手杰克逊，在一次舞会上她再次遇到了克莱以及他的叔叔，两人愿意留下来帮忙。不过实际上这两个人都没有开枪杀人的经验，无奈之下，巴露在杰克逊的建议下写信给一名出现在冒险故事中的传奇枪手谢仑（Shelleen）并附上50美元，希望他能到狼市来帮忙。
然而等到谢仑赶到他们才发现这是个衣衫褴褛，连枪都没有的醉鬼。巴露支付的50美元大概也被他买酒喝了，不过在喝了两口酒之后，他展露出了一手好枪法。虽然杰克逊等人紧随着巴露的父亲，可是他还是被Strawn杀害，牧场也被狼市发展公司收回。嘉芙蓮·巴露等人跟随克萊来到了他们的藏身之所，在那里巴露想出了抢火车的主意。一番周折之后，一行5人从火车上抢走了工人的薪水，总数达到了数万美元。可是Strawn依然威胁着巴露，谢仑决定痛改前非，他苦练枪法锻炼身体。他之前一直随身携带一只行李箱，原来里面是一身气派的服装和两把精致的手枪，打扮过的谢仑焕然一新像变了个人。之后他去找Strawn并且结果了对方，最后他终于透露，其实Strawn正是他的弟弟。
巴露化妆成一个放荡的妇女并接近了狼市发展公司的老板，她用一把手枪打死了这位老板。而她本人则面临着要被上吊的刑罚，不过在谢仑、杰克逊和克莱叔侄的帮助下，她成功逃离了刑场。

## 演員
- 珍·芳達 飾 嘉芙蓮·巴露
- 李·馬榮 分飾 Kid Shelleen及Tim Strawn，分别为正反派人物，在片中这两人是兄弟关系
- 麥可·卡蘭（英语：Michael Callan） 飾 土匪克萊（Clay Boone）
- 德韋恩·希克曼（英语：Dwayne Hickman） 飾 Jed
- 納京高 飾 日出小子（The Sunrise Kid）[5]
- Stubby Kaye 飾 Professor Sam the Shade[5]
- Tom Nardini 飾 Jackson Two-Bears
- John Marley 飾 Frankie Ballou
- 雷金納德·丹尼（英语：Reginald Denny (actor)） 飾 Sir Harry Percival
- Arthur Hunnicutt 飾 布屈·卡西迪[6]

## 奖项
- 1965 奥斯卡最佳男主角奖
- 1965 英国电影学会最佳男主角奖
- 1965 金球奖最佳男主角奖
- 1965 柏林电影节最佳男演員銀熊獎[7]

## 參註
1. ↑  . The Numbers.   [January 22, 2013]. （原始内容存档于2013-09-28）.
2. ↑  Cole, Georgelle. "Cat Ballou" （页面存档备份，存于） on TCM.com
3. .   [2024-10-23]. （原始内容存档于2024-11-26）.
4. ↑  .   [2013-07-25]. （原始内容存档于2013-05-20）.
5. 1 2  片尾中高及Kaye只叫「吶喊者」（Shouters）；他們在電影中不同地方以說唱形式將女賊金絲貓的事蹟唱出，整首歌叫《女賊金絲貓之歌》（"The Ballad of Cat Ballou"）。
6. ↑  .   [2013-07-25]. （原始内容存档于2013-07-04）.
7. ↑  . berlinale.de.   [2010-02-30]. （原始内容存档于2015-03-19）.

## 外部連結
- 互联网电影数据库（IMDb）上《女賊金絲貓》的资料（英文）
- AllMovie上《女賊金絲貓》的资料（英文）
- TCM电影资料库上《女賊金絲貓》的资料（英文）